# 水窪車站
水窪車站（日语：／ Misakubo eki */?）位於日本靜岡縣濱松市天龍區水窪町，為東海旅客鐵道（JR東海）所經營的鐵路車站，是JR東海飯田線沿線的無人車站。水窪車站是屬於JR東海東海鐵道事業本部的直轄範圍內，並由中部天龍車站負責管理。
水窪車站是1955年飯田線為了迴避新建的佐久間大壩（佐久間ダム）進行改線，而同時設置的幾個新車站之一。相對於鄰近幾個飯田線上的車站，在地方行政區合併改制前曾經是舊水窪町主車站的本站，無論是利用率與重要性都高了許多。除了是快速列車的停車站之外，也是行駛於飯田線上的特急列車「伊那路」的停車站之一。
水窪車站的站區是設置在一個可以俯瞰水窪町市街的山邊高台上，隔著水窪川與市街相望，乘客下車後需走過一座橫跨溪流的吊橋進出街區。

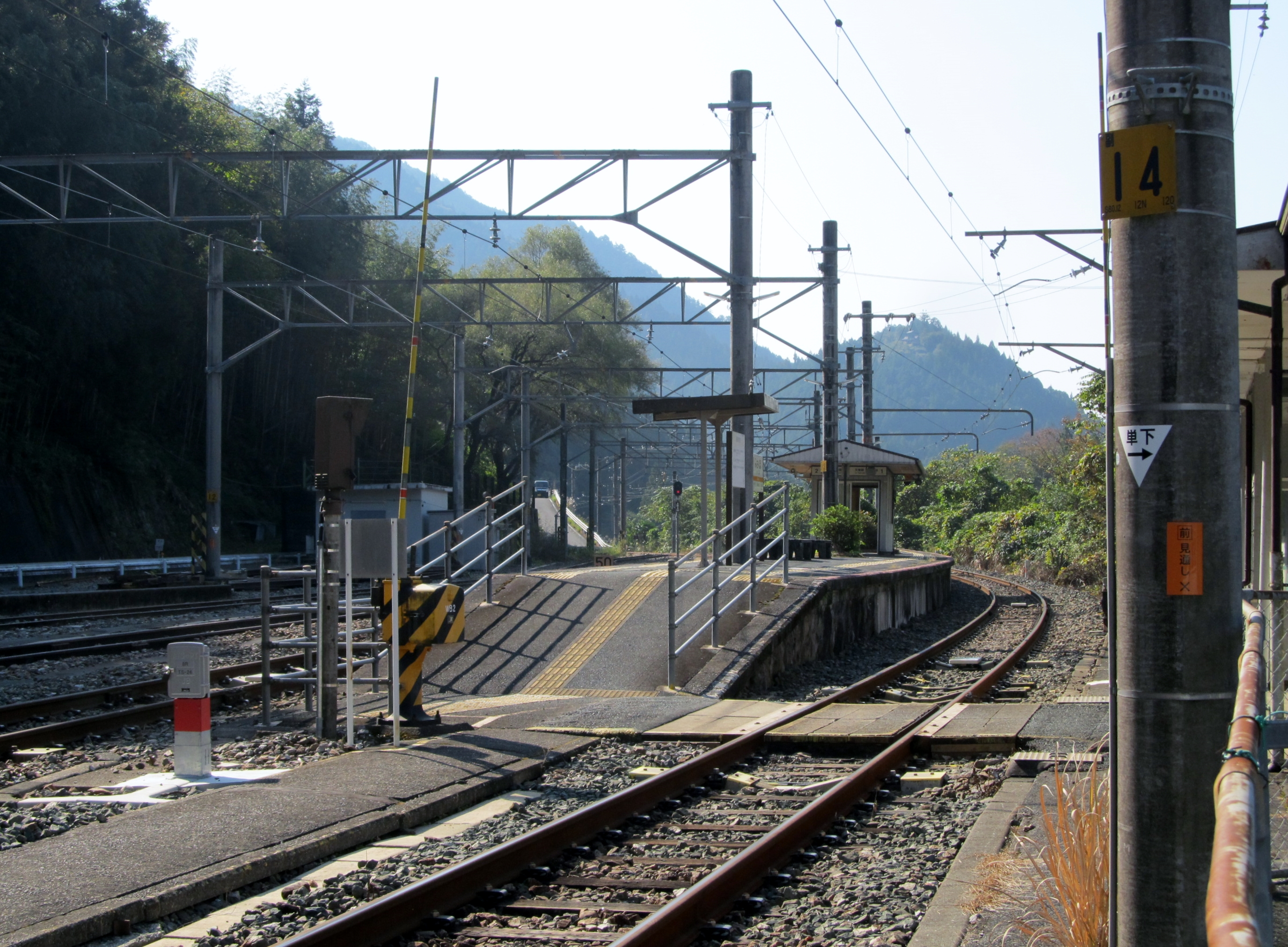
月台入口(2022年10月)

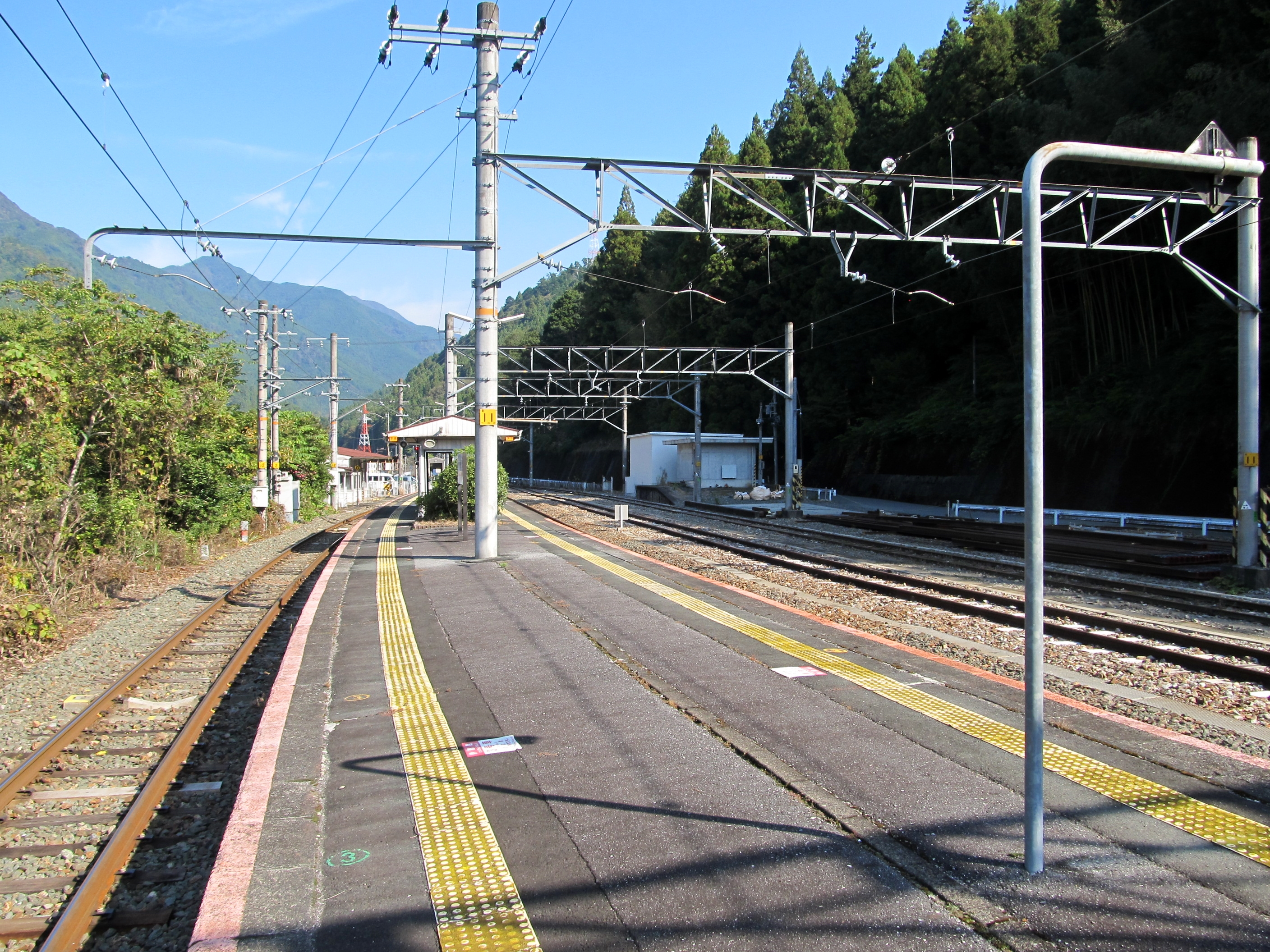
月台(2022年10月)

## 車站結構
島式月台1面2線與設有側線的地面車站。站舍與月台以近平岡方向的站內平交道連結。站舍位於下行線側。設定為始發終到站。
中部天龍站管理的無人站。曾經為簡易委託站，但已於2010年10月1日無人化。

### 月台配置
| 月台 | 路線   | 方向 | 目的地             |
| ---- | ------ | ---- | ------------------ |
| 1    | 飯田線 | 下行 | 天龍峽、飯田方向   |
| 2    | 飯田線 | 上行 | 中部天龍、豐橋方向 |

## 相鄰車站
東海旅客鐵道
 飯田線
- 特急「伊那路」停車站

■快速（只限上行運行）
城西 ← 水窪 ← 伊那小澤
■普通
向市場－水窪－大嵐